# Plectris nitidicollis
Plectris nitidicollis är en skalbaggsart som beskrevs av Frey 1967. Plectris nitidicollis ingår i släktet Plectris och familjen Melolonthidae. Inga underarter finns listade i Catalogue of Life.